# Ildra
Ildra je britská pagan/black metalová kapela založená v roce 2004 v Anglii. Občas je přirovnávána k polské pagan/viking metalové skupině Graveland. Logo kapely Ildra je vyobrazeno runami (ᛁᛚᛞᚱᚪ).
V roce 2004 vyšla první demonahrávka Beorna Beaducraeft, debutové studiové album s názvem Eðelland bylo vydáno v roce 2011 pod křídly německého vydavatelství Sonnenrune Records.

## Diskografie
Dema
- Beorna Beaducraeft (2004)
- To Elreordgum Landum (2005)
- Þær Swefende Hæleð Licgað (2007)

Studiová alba
- Eðelland (2011, Sonnenrune Records)

Kompilační alba
- Ða bisena (2004–2008) (2019)